# Candleman
Candleman — инди-игра и мистическая головоломка и платформер, выпущенная независимой китайской студией Spotlightor Interactive 1 февраля 2017 года для игровых приставок Xbox One. В течение нескольких лет, Candleman также вышла на персональные компьютеры, игровые приставки PlayStation 4 и Nintendo Switch, а также мобильные устройства iOS. Игрок управляет свечой, которая должна пробираться сквозь окутанное мраком пространство и освещать, чтобы избегать обрывы и ловушки, однако игрок не может использовать свет свечи дольше десяти секунд.
Candleman была разработана из прототипа Candle Мan, созданного программистом Гао Мином за одну неделю и сыскавшего большую популярность в интернете. Тогда разработчик нашёл спонсора в лице Microsoft, чтобы создать полноценную игру эксклюзивно для Xbox One. При разработке, команда Spotlightor Interactive хотела передать игре мистичную атмосферу, вдохновляясь игрой Limbo, но и сделать не достаточно сложную для прохождения игру, чтобы охватить более широкую игровую аудиторию.
Игра получила в целом положительные оценки со стороны игровых критиков. Средняя оценка в зависимости от платформы варьировалась 75 по 78 баллов из 100 возможных. Критики в целом похвалили Candleman за её оригинальную концепцию, разнообразие игрового процесса, атмосферность и повествовательную линию, однако указали на короткую продолжительность игры и её недостаточную сложность.

## Игровой процесс
Candleman — это мистический платформер, где игрок управляет свечой и должен найти выход в тёмном пространстве. Особенность игровой механики связана с тем, что игрок должен зажигать свечу, чтобы она могла освещать окутанное мраком окружающее пространство, однако продолжительность горения свечи ограничивается десятью секундами. Таким образом игрок должен по возможности в наименьших количествах использовать свет. Тем не менее использование света необходимо, так как только так игрок видит пропасти и ловушки, в которые может попасть свеча. Игровой персонаж может бегать и перепрыгивать препятствия. Также в каждом уровне имеются другие свечи, которые можно зажигать и повышать светимость уровня.

Демонстрация прохождения уровня

Каждая глава поделена на несколько тематических уровней, предлагающих свои уникальные игровые механики: свеча должна например путешествовать внутри полузатопленного корабля с качающимися платформами, скитаться по летающим страницам среди массивных стопок книг, бегать по трубам, источающими пламя или среди гигантских лоз и цветов, распускающихся при контакте со свечой. Каждый уровень предполагает в разных целях использовать пламя, например в одном из уровней представлены невидимые платформы, появляющиеся на короткое время после зажжение свечи. Пламя также может быть использовано, чтобы направить в нужную сторону плавающую платформу, или же, чтобы распугивать враждебных свечей-призраков.
Если игрок расходует пламя, падает в воду, пропасть или оказывается уничтоженным, он теряет одну жизнь. Каждый уровень предлагает около дюжины жизней.
Прохождение уровней также сопровождается цитатами, описывающими чувства и переживания свечи. Согласно сюжету, маленькая разумная свеча пробуждается в заброшенном корабле, размышляя о том, где она и какова её цель. После того, как она увидела огромный и яркий маяк, она отправилась к нему в надежде стать такой же яркой и сильной, также выступая путеводным светом. Однако свеча не добивается своей цели, так как она лишь маленькая свеча.

## Разработка

### Предпосылки
Разработкой игры занималась независимая китайская студия Spotlightor Interactive, изначально работавшая над отдельными игровыми элементами для коммерческих игр. После накопления достаточного опыта и денежных средств, команда в качестве эксперимента один раз в день занималась разработкой инди-игр с 2013 года. В 2014 году команда выпустила игру Chrono Express жанра «бесконечный раннер». Разработка Candleman началась из одного из прототипов «10 секунд», созданных Гао Мином в рамках мероприятия разработчиков Ludum Dare Game Jam, где за 48 часов требовалось создать игру. В данном прототипе Мин создал персонажа-свечку, которая может гореть не дольше десяти секунд, но использовать свой источник света, чтобы преодолеть множество препятствий в тёмном подземном лабиринте. Прототип вызвал восторженную реакцию на мероприятии Ludum Dare, это вдохновило Мина доработать игровой движок в течение следующей недели, а созданный прототип Candle Мan опубликовать в виде бесплатной игры на сайте Kongregate. Игра вызвала ажиотаж среди пользователей сайта, в итоге, в течение следующих семи дней; ссылка на игру была доступна на главной странице сайта. Тогда детищем Мина заинтересовались организаторы программы ID@Xbox, предложив разработчику выделить денежные средства на разработку уже полноценной игры. При работе над игровой механикой, разработчики вдохновлялись игрой Super Mario 3D World, а художественный стиль был вдохновлён игрой Limbo. Как и в Limbo, разработчики хотели проработать минималистский, но изысканный художественный дизайн. Всего на разработку игры ушло полтора года.

### Дизайн уровней
Мин заметил, что в течение полутора лет он с командой изучал все возможности дизайна уровней, основываясь на игровой механике «10 секунд света». При этом большая часть времени была потрачена на детализацию объектов и освящение локаций. Мин заметил, что многие игроки жаловались на слишком короткую продолжительность игры или её простоту, при этом разработчик отрицал данный факт, как проблему, заметив, что его команда потратила долгое время на тестирование и модификации игрового процесса, чтобы сделать его плавным и доступным игрокам с разным опытом. Разработчик также заметил что с лёгкостью может удвоить игровое время увеличив уровень сложности, учитывая что в самой ранней версии Candleman людям требовались 2-3 часа, чтобы завершить первые две главы. Мин заметил, что не хотел создавать игру для избранного круга игроков, а для широкой игровой аудитории, особенно тем, кто раннее не играх в платформеры или испытывает значительные трудности с ними. Сложность дизайна уровней была связана с необходимостью объединить окружение и историю, а сами уровни создать таким образом, чтобы игрок мог понять введение новых игровых механик, а также понять решение проблем. В процессе разработки, команде пришлось отказаться от многих игровых механик, такие, как компас, якоря, летающие книги и прочее. Такое решение было принято на основании того, что такие механики требовали израсходования большого количества света, что резко усложняло прохождение уровня. Команда заметила, что хотела передать вместе с игрой безмятежную атмосферу и относительно спокойное развитие, отказавшись от излишне опасных препятствий. Например шестерни якоря в последнем уровне в начале выступали смертельно опасным препятствием.
Решение добавить сюжетную линию и развитие персонажа пришло во время работы над уровнями. Также разработчики рассматривали возможность введения кооперативного режима в версию для Xbox One, однако у них не хватило на это времени, но команда не исключила возможность добавить данную опцию вместе с обновлением.
В начале у «ходящей» свечи были три ноги, однако разработчики сочли механику движения трёх ног слишком сложной, оставив две ноги, также это добавляло свечи некоторые антропоморфные черты.

### История
Хотя управляемый персонаж — это неодушевлённый предмет, разработчики хотели изобразить личностное развитие героя. Например первая глава «Неприветственное приветствие» показывает, как свеча попала в холодное и равнодушное окружение, но преодолевает трудности, освещая дорогу, чтобы в итоге приобрести уверенность, поверив, что она сама может стать маяком. Уровень «Тени, идущие со Мной» призван изобразить раздутое эго свечи, когда она приближается к вершине маяка. Такие игровые элементы, как зеркала, свечи-призраки и антипод главного героя, похожий на маленький маяк, призваны отразить идею того, что фантазии героя — это иллюзия того, что он пытается стать тем, кем не является, а также, что герой делает то, что невозможно для него сделать. По задумке разработчиков, игроки должны были разделять чувство неуверенности и борьбы, по мере того, как герой приближался к конечной точки своих странствий. «Мы думали, что это послужит своего рода предупреждением для свечи и игрока, чтобы они думали о своих действиях и намерениях на протяжении всей игры. Хотя свеча, кажется, способна преодолеть все препятствия, стоящие перед ней, может ли она стать такой же большой и яркой, как маяк? Эта часть истории подразумевает возможность её провала». В главе «Наконец-то сон» предполагается, что свеча поверила в то, что способна стать маяком, преодолев свою неуверенность в себе. Однако данный катарсис обрывается неожиданной концовкой, где свечи всё таки не удаётся стать новым маяком. Создатели признались, что такое окончание может вызвать разочарование у игроков, заметив, что намеренно создали ложное чувство надежды, однако в конце концов герой должен осознать предел и недостаток самого себя.

### Музыка
Звукорежиссёром и композитором музыкального сопровождения выступила «Зета», достаточно известный музыкант инди-игр в китайских кругах. Зета предложила отказаться от ритмичного звука и музыки, типичной для платформера, вместо этого используя окружающий шум у звуковые эффекты для лучшего погружения в сюжетную составляющую игры.

## Выпуск
Впервые игра была представлена на мероприятии Penny Arcade Expo в США, на выставке ID @ XBOX, посвящённой инди-играм для Xbox One, где также можно было опробовать её игровой процесс. Изначально Candleman должна была выйти эксклюзивнo для игровой приставки Xbox One. Её выход состоялся изначально в Китае, в 2016 году, а мировой выход состоялся 1 февраля 2017 года.
Candleman после выхода сыскала положительные отзывы со стороны игроков. Также в октябре 2017 года было выпущено бесплатное дополнение The Lost Light, включающее в себя три дополнительные главы, раскрывающие судьбу свечи после трагический концовки.
Выпуск версии для персональных компьютеров был изначально запланирован во втором квартале 2017 года в Steam, однако выход был перенесён на 31 января 2018 года. Компьютерная версия игры также поддерживает ряд улучшений, в частности режим ограниченного времени, а также поддержку 4K-разрешения. 27 марта была выпущена версия для мобильных устройств iOS, a 21 августа 2018 года игра вышла на игровые приставки PlayStaion 4.
3 октября 2019 года выход игры состоялся на портативном устройстве Nintendo Switch, выпуск физических копий запланирован на апрель 2020 года с тиражом в 2800 экземпляров.

## Критика
| Сводный рейтинг     | Сводный рейтинг                       |
| Агрегатор           | Оценка                                |
| ------------------- | ------------------------------------- |
| GameRankings        | 80,30 %                               |
| Metacritic          | Switch 75/100 PS4: 76/100 PS4: 78/100 |
| Иноязычные издания  |                                       |
| Издание             | Оценка                                |
| CGMagazine          | 9,5                                   |
| Hardcore Gamer      | [ 6 ]                                 |
| PlayStation Country | [ 16 ]                                |
| GameCritics         | [ 17 ]                                |
| Destructoid         | 7/10                                  |
| God is a Geek       | [ 19 ]                                |

Игра получила в целом положительные оценки со стороны игровых критиков. Средняя оценка в зависимости от платформ варьировалась 75 по 78 баллов из 100 возможных.
Критики мобильной версии дали игре исключительно положительные оценки, указав на то, что Candleman получилась очаровательной игрой с отличной атмосферой, элегантным, творческим платформером с интригующей механикой и красивыми визуальными эффектами. Критики версии для Nintendo Switch также похвалили игру за её атмосферность, но и указали на короткую продолжительность. Например критик сайта GameCritics в итоге не занизил игре оценку, указав на то, что её длина компенсируется приятным опытом и показанной душераздирающей историей. Критик сайта DarkStaion наоборот чувствовал небольшую обиду за продолжительность игры, заметив, что Candleman с представленной механикой имела потенциал показать гораздо больше интересных уровней и вещей. Тем не менее рецензент заметил, что игра идеально подойдёт игрокам, любящим атмосферные игры, но не задерживаться в них надолго. Критик сайта Switch Player назвал Candleman красивой игрой, предлагающей, расслабляющий и захватывающий опыт с отличным дизайном уровней и хорошим повествованием аналогично, представитель NintendoWorldReport заметил, что Candleman подойдёт игрокам, любящим платформеры и рассматривать игры, как произведение искусства, даже в простой форме. «Это милая и вдохновляющая игра, которую легко подобрать и выпить все за один присест».
Обзоры приставочных версий также были в основном положительными. Например критик PlayStation Universe назвал Candleman идеальной для разных категорий игроков. Она с одной стороны очарует новичков, а опытным игрокам напомнит, «почему любим, то, что мы делаем снова и снова». Сама игра по мнению критика затрагивает тему самопознания через созданный с любовью геймплей. Такими образом Candleman получилась «маленькой жемчужиной, обязательной для того, чтобы её опробовать». Критик PlayStation Country назвал Candleman просто качественной игрой, с оригинальными идеями, простым платформером в сочетании с необычной механикой.
Некоторые критики оставили более сдержанные отзывы, например критик Nintendo Life заметил, что с точки зрения визуальной эстетики Candleman не слишком отличается от Little Nightmares, хотя с первого взгляда игра также наполнена мистической и угрожающей атмосферой, на деле представленные в игре уровни критик счёл слишком лёгкими, и данный факт разочарует игроков, ожидающих найти в ней сложные испытания. Представитель God is a Geek назвал Candleman посредственной головоломкой, короткой, не сложной, с визуальными эффектами среднего качества и плоской историей. Критик Video Chums счёл игру слишком долгой, чтобы её красивая визуальная графика оставляла заинтересованным игрока от начала до конца. Представитель сайта GamingTrend также заметил, что игра со временем начнёт чувствоваться рутинной с её слегка хаотичным ритмом и непоследовательным тоном, однако в остальном игра подкупает своей инновационной механикой, великолепными пространствами и душераздирающей историей. Критик сайта PlayStation LifeStyle заметил, что в начале Candleman кажется неуклюжей игрой и не приносящей чувство удовлетворения, но в итоге приносящей чувство магии в конце.